# Малагасийцы
Малагасийцы (малаг. Foko Malagasy, фр. Malgache) — коренное население Мадагаскара, сформировавшееся в результате смешения мигрантов из Юго-Восточной Азии, Африки и Аравии.

## История

### Ранние миграции

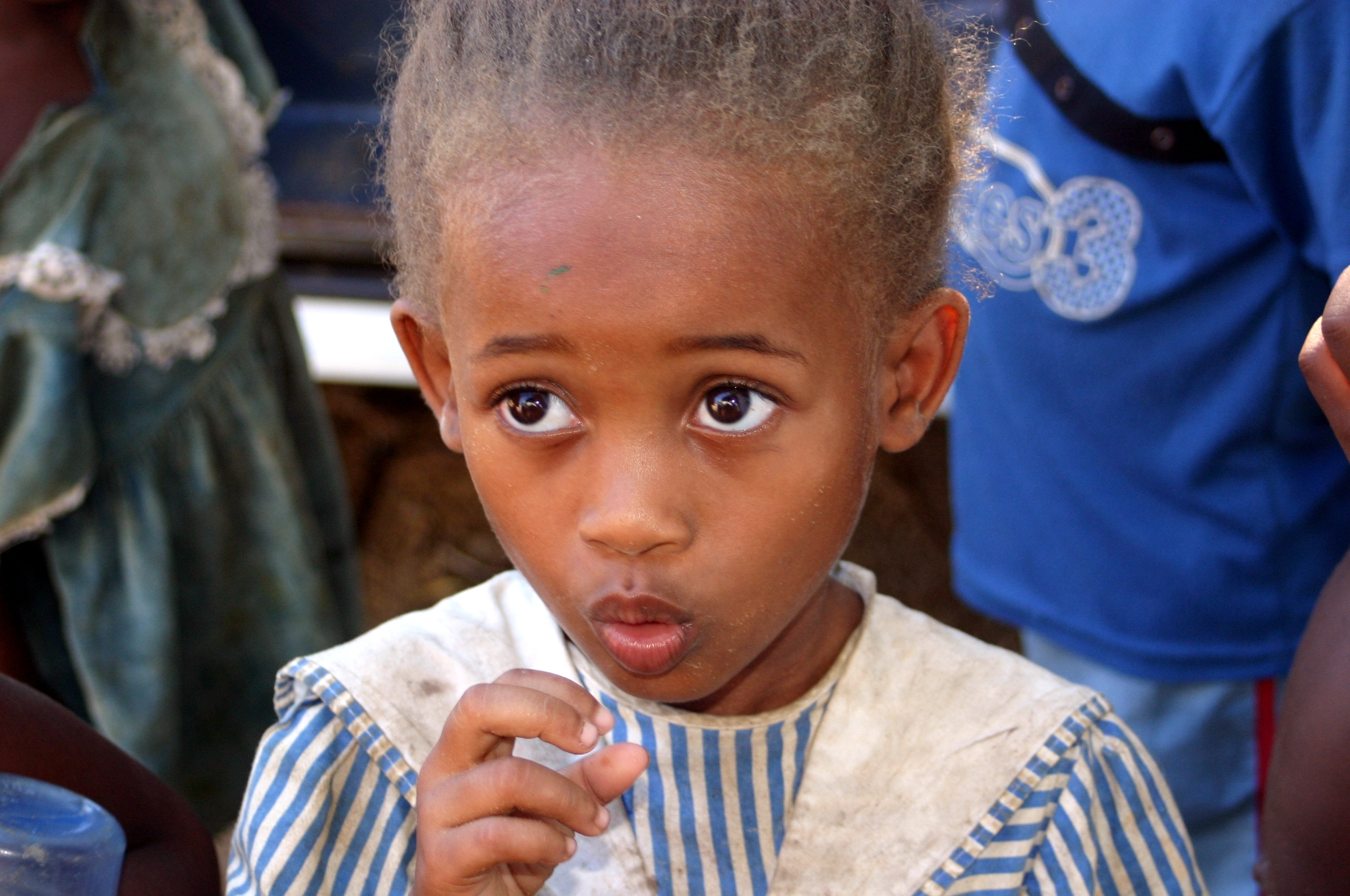

Первые австронезийские поселенцы прибыли с Борнео между I и V веками н.э., преодолев 6000 км на катамаранах. Бантуязычные народы мигрировали позже из Восточной Африки.

### Королевства Мадагаскара
К XVI веку сформировались основные государства:
- Имерина (горные районы)
- Сакалава (западное побережье)
- Бецимисарака (восточное побережье)

В 1817 году король Радама I объединил остров под своей властью.

### Колониальный период
После франко-малагасийских войн в 1896 году Мадагаскар стал французской колонией. В 1947 году вспыхнуло восстание за независимость, жестоко подавленное.
Независимость была получена 20 июня 1960 года.

## Культура

### Религия

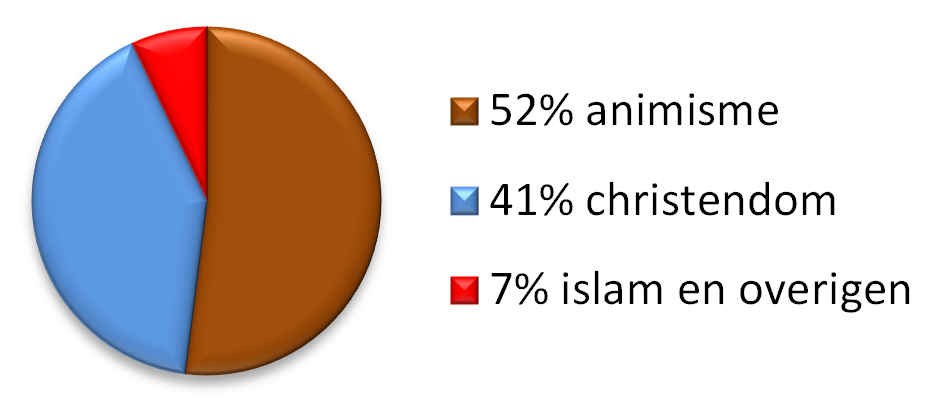
Распределение религий на Мадагаскаре

- Традиционные верования включают культ предков (разана) и систему табу (фади)[9]
- Ритуал фамадихана (перезахоронение останков) практикуется по всему острову[10]

### Язык
Малагасийский язык относится к австронезийской семье. Письменность на основе латиницы была разработана миссионерами в XIX веке.

### Музыка
Традиционные инструменты:
- Валиха - бамбуковая цитра[12]
- Кабосси - тип мандолины

## Современное положение
Основные проблемы:
- Бедность (70% населения)[13]
- Политическая нестабильность
- Экологические проблемы